# フランシスコ会訳聖書
フランシスコ会訳聖書（ふらんしすこかいやくせいしょ）は、フランシスコ会聖書研究所による日本語訳聖書のことである。おもにカトリック教会で用いられる。

## 概要
フランシスコ会聖書研究所が「聖書 原文校訂による口語訳」として刊行している日本語訳聖書であり、詳細な注釈を付した分冊版が順次刊行され、その後に合冊版が刊行されている。分冊版は詳細な注釈を持った日本語訳聖書としては初めてのものであり、そのような聖書は2020年現在でも岩波委員会訳聖書や田川建三による日本語訳など僅かしか存在しない。
この翻訳が出来る以前には、カトリック教会による日本語訳聖書としては1910年に発行されたパリ外国宣教会のエミール・ラゲによる文語訳のもの（通称・ラゲ訳）と、1964年に発行されたサレジオ会のフェデリコ・バルバロによる口語訳のもの（通称・バルバロ訳）があった。しかしながらこれらの日本語訳は、カトリック教会としての公認訳ではなくあくまで私訳・個人訳であり、内容的にもラテン語訳聖書であるヴルガータを元にしたものであるため、旧約聖書はヘブライ語から、新約聖書はギリシャ語からそれぞれ直接訳したとされている日本聖書協会による口語訳聖書と比べるとかなり見劣りするという評価もあった。
1955年に開催された全国教区長会議においてカトリック公認の日本語訳聖書を作る事が決定され、1956年にフランシスコ会の聖書研究所において聖書翻訳の事業が開始された。2年後の1958年に最初の分冊版である『創世記』が出版された。当初の計画では旧約新約全聖書の翻訳を10年以内に完成されることを目標としていたが、第1巻の刊行までに予想以上の時間を要しただけでなく、第2巻以降の刊行も予想以上に進まず、おおむね「分冊が毎年1冊ずつ出版される」という状況であった。そのため、当初は旧約聖書全巻の翻訳を終えてから新約聖書の翻訳にとりかかる予定であったが、旧約聖書の翻訳作業と並行して新約聖書の翻訳が行われることとなり、1962年に新約聖書の分冊第1巻『マルコによる福音書』が出版された。その後もおおむね「分冊が毎年1冊ずつ出版される」という状況は変わらなかったため時間はかかったものの、1978年には新約聖書全巻の翻訳が完了し、1980年に新約聖書全巻を1冊にした合冊版が刊行された（なお、これ以前の1977年には四福音書のみの合冊版が刊行されている）。
なお、エキュメニズムの成果として1980年には（日本語の）共同訳聖書が、1987年には新共同訳聖書が完成し、カトリック教会は自身の公認の日本語聖書を持つことになったが、その後もフランシスコ会聖書研究所による翻訳事業は続けられており、2002年には『エレミア書』の刊行をもって旧約聖書全巻の分冊版の刊行も終了した。そして2011年8月に、旧約聖書全巻・新約聖書全巻を1冊にした合冊版が刊行された。
このフランシスコ会訳の完成がこれほどまでに遅れた理由として、フランシスコ会聖書研究所の所長であったB.シュナイダーが共同訳聖書委員会の委員長となったのをはじめとしてカトリック側の多くの人材がほぼ同時期に始まった共同訳（新共同訳）のための作業に「差し出された」ことが挙げられている。

## 書誌情報

### 分冊版
- 創世記 1958年12月 並製 ISBN 4-8056-5403-1 上製 ISBN 4-8056-5402-3
- 出エジプト記 1961年12月 並製  ISBN 4-8056-3813-3 上製 ISBN 4-8056-3812-5
- レビ記 1959年7月 並製 ISBN 4-8056-9404-1 上製 ISBN 4-8056-9403-3
- 民数記 1986年2月 並製 ISBN 4-8056-8208-6 上製 ISBN 4-8056-8207-8
- 申命記 1989年5月 並製 ISBN 4-8056-3844-3 上製 ISBN 4-8056-3843-5
- ヨシュア記  1991年11月 並製 ISBN 4-8056-8919-6 上製  978-4805689196
- 士師記・ルツ記  1993年5月 並製 ISBN 4-8056-3876-1 上製 4-8056-3875-3
- サムエル記（上・下）  1983年12月 並製 ISBN 4-8056-3601-7 上製  ISBN 4-8056-3600-9
- 列王記（上・下）  1995年8月 並製 ISBN 4-8056-9412-2 上製 ISBN 4-8056-9411-4
- 歴代志（上・下）  1998年8月 並製 ISBN 4-8056-9414-9 上製 ISBN 4-8056-9413-0
- エズラ記・ネヘミヤ記 1988年12月 並製 ISBN 4-8056-1002-6
- トビト書・ユディト書・エステル書 1960年9月 並製 ISBN 4-8056-6305-7 上製 ISBN 4-8056-6304-9
- マカバイ記（上・下）1963年3月 並製 ISBN 4-8056-8005-9
- ヨブ記 1986年11月 並製 ISBN 4-8056-8917-X 上製 ISBN 4-8056-8916-1
- 詩編 1968年12月 並製 ISBN 4-8056-3816-8
- 格言の書 1983年5月 並製 ISBN 4-8056-1414-5 上製 ISBN 4-8056-1413-7
- コヘレト（伝道の書）・雅歌 1981年10月 並製 ISBN 4-8056-3208-9 上製 ISBN 4-8056-3207-0
- 知恵の書 1958年7月 並製 ISBN 4-8056-5802-9
- シラ書（集会の書） 1983年6月 並製 ISBN 4-8056-3805-2 上製 ISBN 4-8056-3804-4
- イザヤ書 2000年12月 並製 ISBN 4-8056-0454-9 上製 4-8056-0453-0
- エレミヤ書 2002年9月 並製 ISBN 4-8056-1012-3 上製 4-8056-1011-5
- エゼキエル書 1996年3月 並製 ISBN 4-8056-1008-5 上製  ISBN 4-8056-1007-7
- ダニエル書 1990年7月 並製 ISBN 4-8056-5610-7 上製  ISBN 4-8056-5609-3
- ホセア書 1954年11月 並製 ISBN 4-8056-7902-6
- ヨエル書、アモス書、オバデヤ書、ヨナ書、ミカ書、ナホム書、ハバクク書  1986年6月 並製 ISBN  4-8056-8915-3 上製  ISBN 4-8056-8914-5
- ゼファニヤ書、ハガイ書、ゼカリヤ書、マラキ書、哀歌、バルク書、エレミヤの手紙 1988年6月 ISBN 4-8056-4744-2
- マタイによる福音書 1966年7月 並製 ISBN 4-8056-8001-6 上製 ISBN 4-8056-8000-8
- マルコによる福音書 1962年7月 改訂新版 1971年6月 並製 ISBN 4-8056-8003-2
- ルカによる福音書 1967年3月 改訂新版 2002年4月 並製 ISBN 4-8056-9301-0
- ヨハネによる福音書 1969年11月 改訂新版 1985年11月 ISBN 4-8056-8902-1 上製 ISBN 4-8056-8901-3
- 使徒行録 1969年9月 並製 ISBN 4-8056-3828-1
- パウロ書簡 第1巻 ローマ人への手紙、ガラテヤ人への手紙  1978年12月 並製 ISBN 4-8056-7004-5 上製 ISBN 4-8056-7003-7
- パウロ書簡 第2巻 コリントへの第一の手紙、コリントへの第二の手紙 1977年12月 並製 ISBN 4-8056-7006-1
- パウロ書簡 第3巻 エフェソ人への手紙、フィリピ人への手紙、コロサイ人への手紙、テサロニケ人への第一の手紙、テサロニケ人への第二の手紙、フィレモン人への手紙 1978年12月 並製 ISBN 4-8056-7008-8 上製 ISBN 4-8056-7007-X
- パウロ書簡 第4巻 テモテへの第一の手紙、テモテへの第二の手紙、テトスへの手紙、ヘブライ人への手紙 1975年10月 並製 ISBN 4-8056-7010-X
- 全キリスト者への手紙 ヤコブの手紙、ペトロの手紙、ヨハネの手紙、ユダの手紙 1970年10月 並製 ISBN 4-8056-4729-9
- ヨハネの黙示録 1972年3月 並製 ISBN 4-8056-8906-4 上製 ISBN 4-8056-8905-6

### 合冊版
- 四福音書 1977年11月
- 新約聖書 1980年11月 改訂版 1984年10月 ISBN 4-8056-4001-4 （改訂版B6）
- 聖書 原文校訂による口語訳 2011年8月 サンパウロ ISBN 978-4-8056-4829-2
  - A5判からB6判にリニューアルされた合本 2013年2月 ISBN 978-4-8056-4831-5